# Agromyza flavisquama
Agromyza flavisquama är en tvåvingeart som beskrevs av Malloch 1914. Agromyza flavisquama ingår i släktet Agromyza och familjen minerarflugor.
Artens utbredningsområde är Taiwan. Inga underarter finns listade i Catalogue of Life.